# الحرب الشاملة: شوغون 2
الحرب الشاملة: شوغون 2 (بالإنجليزية: Total War: Shogun 2)‏ هي لعبة استراتيجية من تطوير شركة ذا كريتيف أسمبلي ونشر شركة سيجا وهي جزء من سلسلة ألعاب الحرب الشاملة، صدرت اللعبة على جهاز مايكروسوفت ويندوز في 15 مارس 2011.